# Reichstagswahlkreis Regierungsbezirk Gumbinnen 4

Die Wahlkreisaufteilung des Deutschen Reichs.

Der Reichstagswahlkreis Provinz Ostpreußen – Regierungsbezirk Gumbinnen 4 (Wahlkreis 14; Wahlkreis Stallupönen-Goldap-Darkehmen) war ein Wahlkreis für die Reichstagswahlen im Deutschen Reich und im Norddeutschen Bund von 1867 bis 1918.

## Wahlkreiszuschnitt
Der Wahlkreis umfasste den Landkreis Stallupönen, die Landgemeinde Grünheide aus dem Landkreis Gumbinnen, den Landkreis Goldap, den Landkreis Darkehmen ohne den Krug Skallischen der Gemeinde Skallischen und den Gutsbezirk Broszaitschen sowie die Landgemeinden Altgurren, Neugurrem und den Gutsbezirk Gurren aus dem Landkreis Angerburg.
| Jahr | Einwohner |
| ---- | --------- |
| 1890 | 124.757   |
| 1895 | 126.249   |
| 1900 | 122.140   |
| 1905 | 120.226   |
| 1910 | 119.328   |

|      | Landwirtschaft | Industrie und Gewerbe | Handel und Dienstleistungen |
| ---- | -------------- | --------------------- | --------------------------- |
| 1895 | 74,6           | 12,7                  | 12,7                        |
| 1907 | 73,0           | 13,5                  | 13,6                        |

|      | Evangelisch | Katholisch |
| ---- | ----------- | ---------- |
| 1890 | 98,0        | 1,0        |
| 1905 | 97,6        | 1,2        |
| 1910 | 97,2        | 1,8        |

## Abgeordnete
| Wahl                         | Abgeordneter                      | Partei                      | Bild |
| ---------------------------- | --------------------------------- | --------------------------- | ---- |
| Reichstagswahl Februar 1867  | Ferdinand Synold von Schüz        | Konservative Partei         | 0    |
| Reichstagswahl August 1867   | Heinrich Friedrich von Itzenplitz | Konservativ, fraktionslos   |      |
| Reichstagswahl 1871          | Emil von Sperber                  | Konservative Partei         | 0    |
| Reichstagswahl 1874 bis 1877 | Ludolf Parisius                   | Deutsche Fortschrittspartei | 0    |
| Reichstagswahl 1877 bis 1884 | Gustav von Goßler                 | Deutschkonservative Partei  |      |
| Reichstagswahl 1884 bis 1890 | Max Bergmann                      | Deutschkonservative Partei  | 0    |
| Reichstagswahl 1890 bis 1903 | Emil Victor von Sperber           | Deutschkonservative Partei  | 0    |
| Ersatzwahl 1903 bis 1918     | Hermann Kreth                     | Deutschkonservative Partei  |      |

### 1867 (Februar)
Es fand nur ein Wahlgang statt.
| Kandidat                   | Partei              | Stimmen | in % | Anmerkungen |
| -------------------------- | ------------------- | ------- | ---- | ----------- |
| Ferdinand Synold von Schüz | Konservative Partei | 10.632  | 0    | 0           |

### 1867 (August)
Es fand nur ein Wahlgang statt.
| Kandidat                          | Partei              | Stimmen | in % | Anmerkungen |
| --------------------------------- | ------------------- | ------- | ---- | ----------- |
| Heinrich Friedrich von Itzenplitz | Konservative Partei | 8583    | 0    | 0           |

### 1871
Es fand nur ein Wahlgang statt.
| Kandidat         | Partei              | Stimmen | in % | Anmerkungen |
| ---------------- | ------------------- | ------- | ---- | ----------- |
| Emil von Sperber | Konservative Partei | 7024    | 0    | 0           |
|                  | F                   | 4791    | 0    | 0           |
| Sonstige         | 0                   | 35      | 0    | 0           |

### 1874
Es fand nur ein Wahlgang statt.
| Kandidat        | Partei                      | Stimmen | in % | Anmerkungen |
| --------------- | --------------------------- | ------- | ---- | ----------- |
| Ludolf Parisius | Deutsche Fortschrittspartei | 5798    | 0    | 0           |
|                 | Deutsche Reichspartei       | 5109    | 0    | 0           |
| Sonstige        | 0                           | 12      | 0    | 0           |

### 1877
Es fand nur ein Wahlgang statt.
| Kandidat          | Partei                     | Stimmen | in % | Anmerkungen |
| ----------------- | -------------------------- | ------- | ---- | ----------- |
| Gustav von Goßler | Deutschkonservative Partei | 6080    | 0    | 0           |
|                   | F                          | 4796    | 0    | 0           |
| Sonstige          | 0                          | 23      | 0    | 0           |

Am 26. April 1878 legte Gustav von Goßler sein Mandat wegen seiner Ernennung zum Oberverwaltungsgerichtsrat nieder. Zu einer Ersatzwahl kam es nicht.

### 1878
Es fand nur ein Wahlgang statt.
| Kandidat          | Partei                     | Stimmen | in % | Anmerkungen |
| ----------------- | -------------------------- | ------- | ---- | ----------- |
| Gustav von Goßler | Deutschkonservative Partei | 8763    | 0    | 0           |
|                   | F                          | 3649    | 0    | 0           |
| Sonstige          | 0                          | 10      | 0    | 0           |

### Ersatzwahl 1879
Nach der Ernennung von Goßler zum Unterstaatssekretär im Herbst 1879 kam es am 12. Dezember 1879 aufgrund dessen Temporären Inkompatibilität zu einer Ersatzwahl. Es fand nur ein Wahlgang statt.
| Kandidat          | Partei                     | Stimmen | in % | Anmerkungen |
| ----------------- | -------------------------- | ------- | ---- | ----------- |
| Gustav von Goßler | Deutschkonservative Partei | 7091    | 0    | 0           |
|                   | F                          | 3101    | 0    | 0           |
| Sonstige          | 0                          | 22      | 0    | 0           |

Am 17. Januar 1881 legte Gustav von Goßler sein Mandat wegen seiner Ernennung zum Kultusminister nieder. Zu einer Ersatzwahl kam es nicht.

### 1881
Es fand nur ein Wahlgang statt.
| Kandidat          | Partei                     | Stimmen | in % | Anmerkungen |
| ----------------- | -------------------------- | ------- | ---- | ----------- |
| Gustav von Goßler | Deutschkonservative Partei | 8822    | 0    | 0           |
|                   | LibB                       | 5436    | 0    | 0           |
| Sonstige          | 0                          | 12      | 0    | 0           |

### 1884
Es fand nur ein Wahlgang statt. Die Zahl der Wahlberechtigten betrug 21.103, die Zahl der abgegebenen Stimmen betrug 14.195, von denen 16 ungültig waren. Die Wahlbeteiligung betrug 61,9 %.
| Kandidat     | Partei                     | Stimmen | in % | Anmerkungen |
| ------------ | -------------------------- | ------- | ---- | ----------- |
| Max Bergmann | Deutschkonservative Partei | 10.491  | 0    | 0           |
|              | F                          | 3780    | 0    | 0           |
| Sonstige     | 0                          | 24      | 0    | 0           |

### 1887
Es fand nur ein Wahlgang statt. Die Zahl der Wahlberechtigten betrug 23.822, die Zahl der abgegebenen Stimmen betrug 16.740, von denen 25 ungültig waren. Die Wahlbeteiligung betrug 70,4 %.
| Kandidat     | Partei                     | Stimmen | in % | Anmerkungen |
| ------------ | -------------------------- | ------- | ---- | ----------- |
| Max Bergmann | Deutschkonservative Partei | 13.634  | 0    | 0           |
|              | F                          | 3100    | 0    | 0           |
| Sonstige     | 0                          | 6       | 0    | 0           |

### 1890
Es sind keine Wahlkreisabsprachen der Parteien überliefert. Es fand ein Wahlgang statt. Die Zahl der Wahlberechtigten betrug 23.615 und die Zahl der abgegebenen Stimmen 15.661, von denen 13 ungültig waren. Die Wahlbeteiligung betrug 66,3 %.
| Kandidat                | Partei                      | Stimmen | in % | Anmerkungen              |
| ----------------------- | --------------------------- | ------- | ---- | ------------------------ |
| Siemens                 | Deutsche Fortschrittspartei | 3909    | 25,0 | Gutsbesitzer in Piontken |
| Emil Victor von Sperber | Deutschkonservative Partei  | 11.521  | 73,6 | 0                        |
| Carl Schultze           | SPD                         | 182     | 1,2  | 0                        |
| Biederweg               | Unabhängiger Bewerber       | 27      | 0,2  | Gutsbesitzer in Dorschen |
| Sonstige                | 0                           | 9       | 0,0  | 0                        |

### 1893
Es sind keine Wahlkreisabsprachen der Parteien überliefert. Es fand ein Wahlgang statt. Die Zahl der Wahlberechtigten betrug 23.769 und die Zahl der abgegebenen Stimmen 14.393, von denen 36 ungültig waren. Die Wahlbeteiligung betrug 60,6 %.
| Kandidat                | Partei                      | Stimmen | in % | Anmerkungen |
| ----------------------- | --------------------------- | ------- | ---- | ----------- |
| Biederweg               | FVP                         | 49      | 0,3  | 0           |
| Siemens                 | Deutsche Fortschrittspartei | 2287    | 15,9 | 0           |
| Emil Victor von Sperber | Deutschkonservative Partei  | 11.665  | 81,3 | 0           |
| Carl Schultze           | SPD                         | 339     | 2,4  | 0           |
| Sonstige                | 0                           | 17      | 0,1  | 0           |

### 1898
Es sind keine Wahlkreisabsprachen der Parteien überliefert. Es fand ein Wahlgang statt. Die Zahl der Wahlberechtigten betrug 23.642 und die Zahl der abgegebenen Stimmen 13.104, von denen 37 ungültig waren. Die Wahlbeteiligung betrug 55,4 %.
| Kandidat                | Partei                     | Stimmen | in % | Anmerkungen               |
| ----------------------- | -------------------------- | ------- | ---- | ------------------------- |
| Rabe                    | FVP                        | 932     | 7,1  | Gutsbesitzer in Ernstburg |
| Emil Victor von Sperber | Deutschkonservative Partei | 11.076  | 84,8 | 0                         |
| Hugo Haase              | SPD                        | 956     | 7,3  | 0                         |
| Adolf Hofer             | SPD                        | 75      | 0,6  | 0                         |
| Sonstige                | 0                          | 28      | 0,2  | 0                         |

### 1903
BdL und Konservative benannten einen gemeinsamen Kandidaten. Es fand ein Wahlgang statt. Die Zahl der Wahlberechtigten betrug 23.933 und die Zahl der abgegebenen Stimmen 14.992, von denen 51 ungültig waren. Die Wahlbeteiligung betrug 62,6 %.
| Kandidat                | Partei                     | Stimmen | in % | Anmerkungen                        |
| ----------------------- | -------------------------- | ------- | ---- | ---------------------------------- |
| Dirichlet               | FVP                        | 1304    | 8,7  | Gutsbesitzer in Klein Bretsikhemen |
| Emil Victor von Sperber | Deutschkonservative Partei | 12.080  | 80,9 | 0                                  |
| Adolf Hofer             | SPD                        | 27      | 0,2  | 0                                  |
| Sonstige                | 0                          | 64      | 0,4  | 0                                  |

### Ersatzwahl 1903
Nach dem Tod Sperbers fand am 1. Dezember 1903 eine Ersatzwahl statt. Die SPD konnte aufgrund der Kürze der Zeit keinen Kandidaten aufstellen und rief zur Enthaltung auf. Es fand ein Wahlgang statt. Die Zahl der Wahlberechtigten betrug 23.933 und die Zahl der abgegebenen Stimmen 9822, von denen 28 ungültig waren. Die Wahlbeteiligung betrug 41,0 %.
| Kandidat      | Partei                     | Stimmen | in % | Anmerkungen |
| ------------- | -------------------------- | ------- | ---- | ----------- |
| Dirichlet     | FVP                        | 752     | 7,7  | 0           |
| Hermann Kreth | Deutschkonservative Partei | 9011    | 92,0 | 0           |
| Sonstige      | 0                          | 31      | 0,3  | 0           |

### 1907
BdL und Konservative benannten einen gemeinsamen Kandidaten. Gemäß Abkommen auf Provinzebene sollte die NLP den Kandidaten der FVP unterstützen. Ob dies – aufgrund der geringen Bedeutung der NLP im Wahlkreis – erfolgte, ist nicht überliefert. Es fand ein Wahlgang statt. Die Zahl der Wahlberechtigten betrug 24.033 und die Zahl der abgegebenen Stimmen 18.406, von denen 32 ungültig waren. Die Wahlbeteiligung betrug 76,6 %.
| Kandidat      | Partei                     | Stimmen | in % | Anmerkungen                 |
| ------------- | -------------------------- | ------- | ---- | --------------------------- |
| Dr. Zenthöfer | FVP                        | 1569    | 8,6  | Rechtsanwalt in Stallupönen |
| Hermann Kreth | Deutschkonservative Partei | 16.135  | 87,8 | 0                           |
| Hugo Haase    | SPD                        | 645     | 3,6  | 0                           |
| Sonstige      | 0                          | 25      | 0,1  | 0                           |

### 1912
BdL und Konservative benannten einen gemeinsamen Kandidaten. Der Kandidat der NLP wurde vom Bauernbund unterstützt. Es fand ein Wahlgang statt. Die Zahl der Wahlberechtigten betrug 25.153 und die Zahl der abgegebenen Stimmen 20.974, von denen 57 ungültig waren. Die Wahlbeteiligung betrug 83,4 %.
| Kandidat      | Partei                     | Stimmen | in % | Anmerkungen                              |
| ------------- | -------------------------- | ------- | ---- | ---------------------------------------- |
| Borowski      | NLP                        | 6190    | 29,6 | Guts- und Mühlenbesitzer in Bodschwinken |
| Hermann Kreth | Deutschkonservative Partei | 14.003  | 66,9 | 0                                        |
| Johann Franz  | SPD                        | 705     | 3,4  | 0                                        |
| Sonstige      | 0                          | 19      | 0,1  | 0                                        |